# ريدون سيث
ريدون سيث (بالنرويجية البوكمول: Reidun Seth)‏ هي لاعبة كرة قدم نرويجية، ولدت في 9 يونيو 1966. لعبت مع IL Sandviken ‏.

## وصلات خارجية
- ريدون سيث على موقع الاتحاد الدولي (مؤرشف)  (الإنجليزية)
- ريدون سيث على موقع اتحاد النرويج (النرويجية)
- ريدون سيث على موقع قاعدة بيانات كرة القدم.إي يو (الإنجليزية)
- ريدون سيث على موقع Soccerway.com (الإنجليزية)
- ريدون سيث على موقع عالم كرة القدم.نت (الإنجليزية)
- ريدون سيث على موقع أوليمبيديا (الإنجليزية)